# Lotus 16
La Lotus 16 è una monoposto con la quale la scuderia inglese Lotus ha preso parte al campionato del mondo di Formula 1.
Progettata da Colin Chapman e motorizzata Coventry Climax, come il precedente tipo 12 fu creata per correre sia in Formula 1 che in Formula 2.
Debuttò al Gran Premio di Francia 1958 con Graham Hill e venne utilizzata anche nelle due stagioni seguenti dalla squadra ufficiale Lotus e da piloti privati. Il miglior risultato conseguito in gara fu il quarto posto di Innes Ireland al Gran Premio d'Olanda 1959.

## Design della vettura

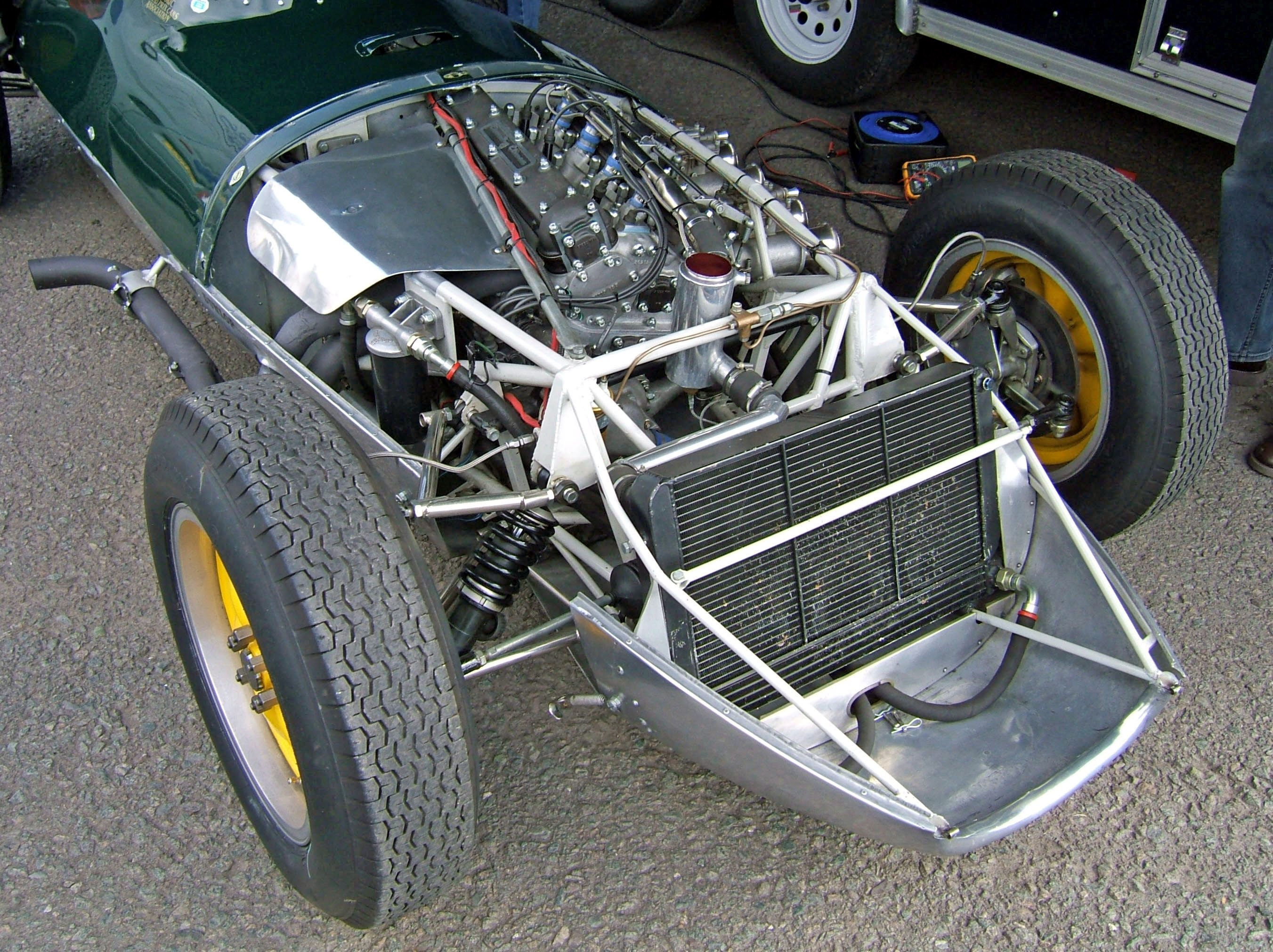
La Lotus 16 senza cofano, che mostra il telaio in tralicci tubolari d'alluminio e il motore allineato obliquamente

Chapman, arrivato da un'esperienza con Vanwall, disegnò interamente questa vettura. Il design del telaio in tralicci tubolari è stato adattato per accettare il suo motore in una posizione nettamente sfalsata e ha permesso all'albero di trasmissione (azionato alla velocità del motore) di passare sul lato sinistro del guidatore, piuttosto che sotto di lui, per raggiungere il transaxle situato nel posteriore, abbassando il posto di guida e riducendo l'area frontale. L'albero motore utilizzava giunti Hooke (non giunti omocinetici), che agli angoli dell'albero superiori al solito utilizzati producevano una vibrazione a due velocità del motore (due cicli per giro). Quella vibrazione ad alta frequenza ha causato la rottura delle saldature del telaio e dei supporti del cambio. I tubi del telaio in acciaio erano di uno spessore più sottile rispetto ai 12, sacrificando la forza nella ricerca di Chapman per il risparmio di peso. Tuttavia, la maneggevolezza dell'auto è stata gravemente compromessa dalla distribuzione ineguale dei pesi che derivava dal posizionamento del motore, e la 16 ha dovuto essere rielaborata per accettare il suo motore in una posizione centrale più convenzionale, sebbene allineata obliquamente.
Il motore stesso era un 4 cilindri in linea di Coventry Climax, inizialmente da 2 litri (1964 cc, ovvero 119,9 pollici cubi); man mano che Climax aumentava gradualmente la capacità del motore, la Lotus 16 apparve con un motore da 2,2 (2207 cc, ovvero 134,7 pollici cubi) e infine da 2,5 litri (2467 cc, ovvero 150,5 pollici cubi). Come nella Lotus 12, la potenza del motore veniva trasmessa alla strada attraverso le ruote posteriori, tramite il cambio manuale sequenziale a 5 marce della Lotus. Nelle sue prime incarnazioni questo transaxle - progettato da Richard Ansdale e Harry Mundy che incorpora un differenziale a slittamento limitato ZF - si è rivelato problematico. Tuttavia, nel 1957 Chapman aveva assunto Keith Duckworth (più tardi diventato famoso come metà dei fondatori di Cosworth e padre del Cosworth DFV) come ingegnere del cambio che apportò miglioramenti significativi al suo design. Quando l'unità scese in pista nella vettura era un sistema più affidabile e meno problematico.
Questo motore, nell'ultima versione (quella da 2467 cc), sprigionava una potenza di circa 239 bhp (circa 242 cv) a 6750 rpm.
Anche la sospensione anteriore della Lotus 16 è stata presa in prestito dalla 12, con il design a doppio braccio oscillante di Chapman che incorpora la barra antirollio all'interno dei bracci trasversali superiori; un esempio dell'innovativa attenzione ai dettagli di Chapman nel cercare di radere ogni grammo in eccesso dalle sue auto. A differenza della precedente, tuttavia, in quest'auto è stato progettato fin dall'inizio per incorporare il design della sospensione posteriore con montante Chapman. Questo è stato uno dei primi progetti di sospensioni posteriori indipendenti ad essere incorporato in un'auto di Formula Uno e ha offerto trazione, maneggevolezza e regolazione molto migliori rispetto ai sistemi di tubi de Dion precedentemente comuni. La Lotus 16 sfoggiava anche le, ormai iconiche, "ruote a ragnatela" Lotus; un innovativo design in lega fusa preso in prestito dall'industria aeronautica. I freni erano a disco su tutti i lati, montati all'interno nella parte posteriore.
Il fatto che la carrozzeria che racchiude tutta la tecnologia innovativa di Chapman fosse simile nell'aspetto alle vetture della Vanwall non è stato un caso, poiché entrambe le vetture erano state scolpite dal pioniere dell'aerodinamica automobilistica Frank Costin. Come per molte auto da competizione Lotus, l'alluminio utilizzato per costruire la carrozzeria era estremamente sottile e offriva poco supporto per i membri del telaio sottostanti. La vettura era estremamente bassa e compatta, con il cofano che raggiungeva a malapena l'altezza delle sommità delle ruote anteriori, nonostante i diametri più piccoli utilizzati dalla stagione 1959 in poi. L'autista siedeva in una posizione leggermente reclinata - per nulla così inclinato come Chapman avrebbe in seguito inflitto ai suoi piloti, ma ancora insolito per i suoi tempi - e dietro l'autista si alzava una tozza pinna posteriore, che incorporava il serbatoio del carburante.

## Risultati stagione
La macchina venne usata inizialmente dal Gran Premio di Francia 1958 nella versione con il motore da 2,2 litri; poi dal 1959 fino alla prima gara del 1960 fu usata dal team stesso, con cui raccolse 5 punti nel 1959, di cui 3 in Olanda e 2 negli Stati Uniti (non ad Indianapolis, dove peraltro non parteciparono così come gli altri team).